# Zygonyx iris
Zygonyx iris – gatunek ważki z rodziny ważkowatych (Libellulidae).